# Lothar Stäber
Lothar Stäber (n. 1 aprilie 1936, Erfurt, Germania Nazistă) este un ciclist german, medaliat olimpic. A participat la o ediție a Jocurilor Olimpice (1960) în care a câștigat o medalie de argint.

## Participări
Lista de mai jos prezintă principalele competiții la care a participat Lothar Stäber de-a lungul carierei.
- Ciclismo ai Giochi della XVII Olimpiade - Tandem[*]